# Chana Orloff
Chana Orloff (12. července 1888 Kamjanka (Záporožská oblast) – 19. prosince 1968 Tel Aviv) byla sochařka židovsko-ukrajinského původu. Největší část svého života prožila ve Francii a v poválečné době pobývala často i v Izraeli, kde také zemřela.

## Životopis

### Dětství
Pocházela z početné rodiny jako osmé dítě z devíti. Narodila se v obci Carekostjantynivka na území bývalého Ruského impéria (dnes Kamjanka) v Záporožské oblasti na Ukrajině. Matka i babička byly porodní báby, otec učitel. Když začaly na Ukrajině na začátku 20. století pogromy proti Židům, celá rodina v roce 1905 emigrovala do Palestiny. Chana tam pomáhala rodičům, pracovala jako švadlena.

### Přesídlení do Paříže
Od roku 1910 žila v Paříži, chtěla  studovat uměleckoprůmyslovou školu, nakonec byla přijata na Ruskou akademii na Montparnassu. Tady začala studovat sochařství a vytvořila svou první sochu. V uměleckém prostředí se seznámila s tehdejšími předními pařížskými umělci, mezi nimi byli např. Marc Chagall, Amedeo Modigliani nebo Chaïm Soutine a další. Brzy se stala výraznou představitelkou pařížské školy (École de Paris) – významného uměleckého hnutí v Paříži v první polovině 20. století.
V roce 1916 se vdala, jejím mužem se stal polský básník Ary Justman a narodil se jim syn Elie, přezdívaný Didi. Manžel ale v roce 1919 zemřel na španělskou chřipku a Chana se synem zůstali sami.
Chana začala portrétovat pařížskou elitu, byla úspěšná a začala vystavovat v Paříži, Amsterodamu i jinde. V roce 1925 získala francouzské občanství a byla oceněna řádem Čestné legie.
V roce 1926 se usadila na Montparnassu. Její finanční situace jí umožnila pořídit si vlastní ateliér v malé umělecké kolonii Villa Seurat ve 14. pařížském obvodě. Ateliér navrhl architekt Auguste Perret. Tady tvořila svá sochařská díla a setkávala se se současnými umělci. Mezi její přátele patřil i George Kars (původním jménem Jiří Karpeles), český malíř, rovněž židovského původu a také jeden z úspěšných reprezentantů pařížské školy.

### Druhá světová válka
Po nástupu nacistů se mnozí pařížští umělci uchýlili do tzv. svobodné zóny ve Vichistické Francii, ale po jejím obsazení nacisty v listopadu 1942 a zesílení represí proti Židům nezbylo mnohým než uprchnout ze země. Tak i Chana se synem a společně s Karsem museli kvůli svému původu emigrovat z Francie. 17. prosince 1942 se vydali dramatickou cestou přes Lyon do Švýcarska. Při překonávání pohraniční řeky Kars zachránil syna Chany Orloff, který se začal topit.
Na konci války Kars spáchal sebevraždu, protože neunesl tíhu holokaustu. Chana se po skončení války vrátila do Paříže a do svého sochařského ateliéru. Sepsala i svá nacisty ukradená díla. V jejím domě nějakou dobu po válce žila i Karsova manželka Nora. Obě ženy zůstaly i po jejím odstěhování přítelkyněmi až do konce života. 

### Poslední etapa života
Po vzniku Izraele začala Chana svůj čas dělit mezi obě země – Francii a Izrael, kde měla mnohé členy své původní rodiny.

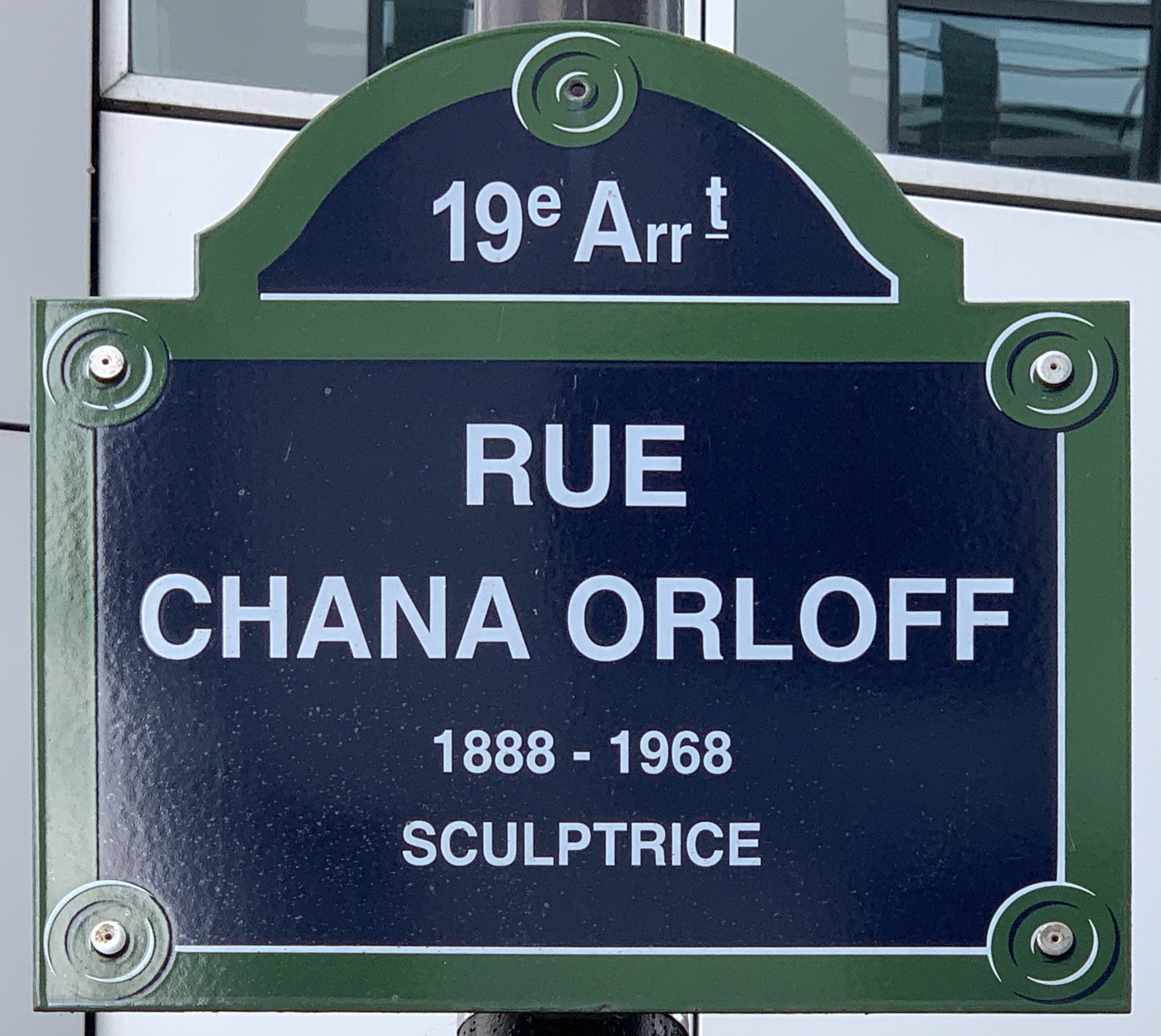
Ulice Chany Orloff v Paříži

Poslední období před svým úmrtím strávila Chana Orloff v kibucu Beeri, který založila její neteř s manželem. Chana Orloff  zemřela v osmdesáti letech v Tel Avivu v Izraeli, kam přijela uspořádat svoji výstavu.Pohřbená je na hřbitově Kiryat Shaul Cemetery (Hebrew: בית העלמין קריית שאול) v Tel Avivu v Izraeli. Na její počest byla pojmenována jedna pařížská ulice v 19. pařížském obvodu.

### Rodina
Bratr Zvi Orloff (později Nishri) se zasloužil v Izraeli o rozvoj sportovních aktivit. Chanu podpořil a pomohl jí při přestěhování do Paříže.
Vnoučata Chany Orloff – Eric Justman a Ariane Tamir – se starají o dílo své babičky. Provádějí v jejím muzeu a jejich zásluhou byla již čtyři za války ukradená díla vrácena.
V roce 2023 se několik rodinných příslušníků, kteří žili v kibucu Beeri na jihu Izraele, stali 7. října oběťmi útoku Hamasu – tři byli zabiti, několik dalších se dostalo jako rukojmí do zajetí, část z nich byla osvobozena po 50 dnech zajetí. Poslední, Tal Shoham, byl propuštěn po 505 dnech zajetí 22. února 2025.

## Sochařská tvorba
Chana Orloff se brzy po studiu sochařství stala úspěšnou figurativní sochařkou. Již v roce 1913 dostala možnost vystavovat na pařížském Podzimním salonu, který byl pořádán každoročně od roku 1903 a jehož cílem bylo dávat příležitost mladým umělcům. První samostatná výstava Chany Orloff byla uspořádána v roce 1922 v Galerii Povolozky, kterou nedávno předtím otevřel nakladatel a knihkupec ruského původu Jacques Povolozky. Galerie byla v Bonapartově ulici 13, téměř naproti Masarykovu domu, který byl centrem Čechoslováků v Paříži.  
Chana Orloff pak vystavovala i na dalších pařížských salonech, jako byly Salon des Tuileries (Tuilerijský salon) nebo Salon des indépendants (Salon nezávislých). Ale její díla byla k vidění i na velkých mezinárodních výstavách v New Yorku, Amsterdamu nebo v Tel Avivu. Nejčastěji tvořila sochařské portréty známých umělců, sochy žen, často zpracovávala téma mateřství nebo také zvířecí motivy. Mezi její nejoblíbenější patřili psi, ryby nebo ptáci.
Z její tvorby před druhou světovou válkou  byla mnohá díla zničena nebo rozkradena, po válce se jí však podařilo pařížský ateliér obnovit a mohla v tvorbě pokračovat. Její sochy jsou k vidění v různých uměleckých muzeích ve světě, na veřejných prostranstvích světových měst, zejména v Izraeli nebo ve Francii, v Muzeu umění a historie judaismu (Musée d´art et d´histoire du Judaïsme) ve 3. pařížském obvodu a především v muzeu, které vzniklo po její smrti z jejího domu a ateliéru ve 14. pařížském obvodu: Ateliers-musée Chana Orloff, 7 bis Villa Seurat, Paris, 75014, Île-de-France, kde je k vidění na 200 soch.
Zajímavý osud měla soška jejího tříletého syna Didi z roku 1921. Za války byla ukradena nacisty. Po válce se dostala do databáze FBI – odcizené umělecké předměty, spolu se 140 dalšími sochařskými výtvory, jejichž soupis po návratu ze švýcarského exilu vytvořila sama Chana Orloff. V roce 2008 se dřevěná soška objevila v aukčním domě  Christie´s a potomci Chany Orloff se obrátili na aukční dům se žádostí o navrácení sošky. Teprve však v lednu 2023 po osmdesáti letech od svého vzniku byla soška navrácena a dnes je k vidění v muzeu Chany Orloff.
Socha jejího šestiletého syna „Mon fils marin“ (Můj syn námořník) je symbolicky umístěna v Paříži ve 14. obvodě na náměstí  Place des Droits de l'Enfant (Náměstí práv dítěte), nedaleko jejího muzea.

### Dílo (výběr)
- 1913 Madona
- 1914 Jeanne Hebuterne, Mateřství, Dvě tanečnice
- 1915 Torzo, Amazonka
- 1916 Těhotná žena, Vyrovnanost
- 1918 Babička s vnučkou
- 1919 Tanečnice, Těhotenství, Bretonka, Didi
- 1920 Židovský malíř, Dáma s vějířem, Gaston Picard
- 1921 Nadine, Didi, Pierre Chareau
- 1924 Muž s dýmkou (portrét Davida Widhopffa)
- 1927 Já a můj syn
- 1934 George Kars
- 1939 Pštros
- 1946 Madona
- 1951 Válka a mír
- 1958 Letící pták

## Galerie

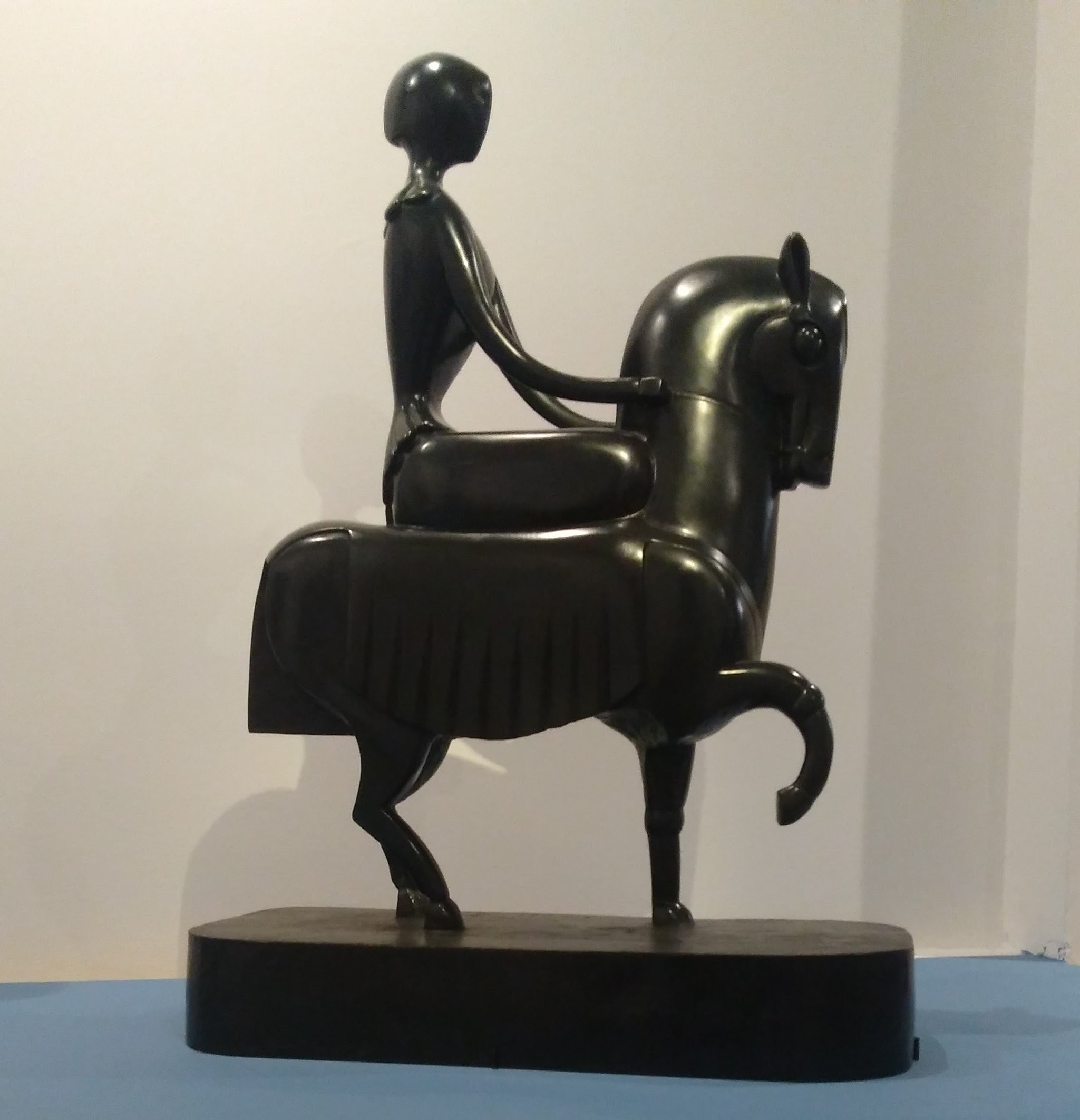
Amazonka
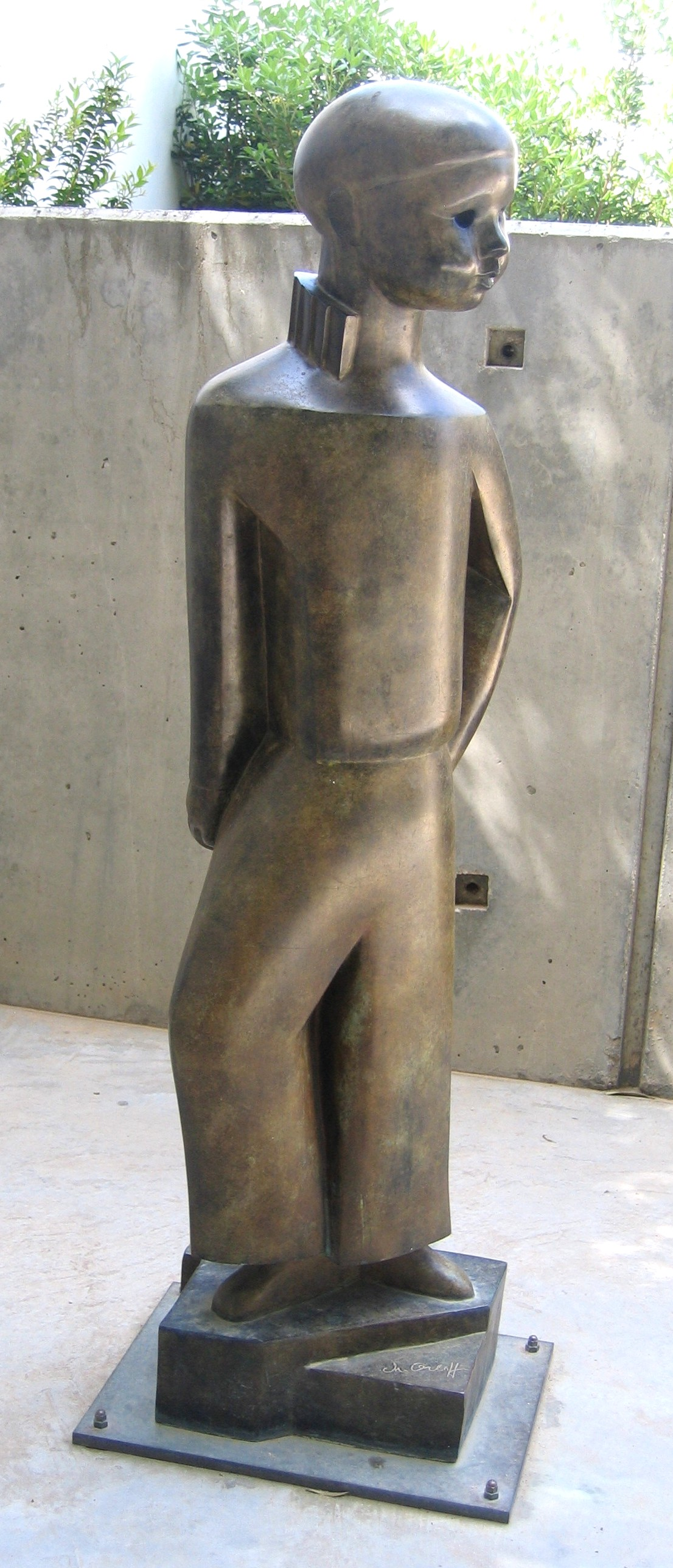
Můj syn námořník
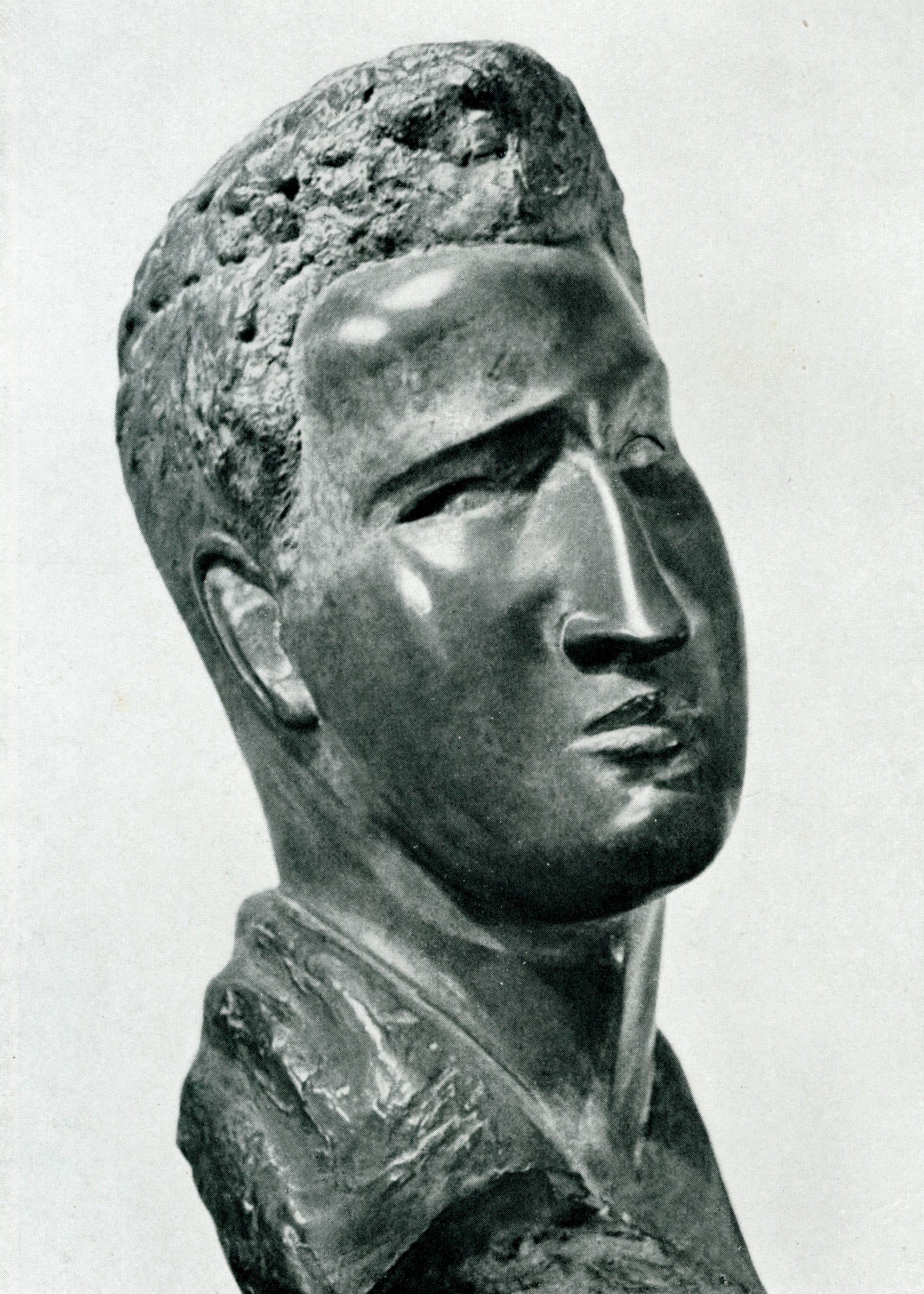
Bratr Nishri
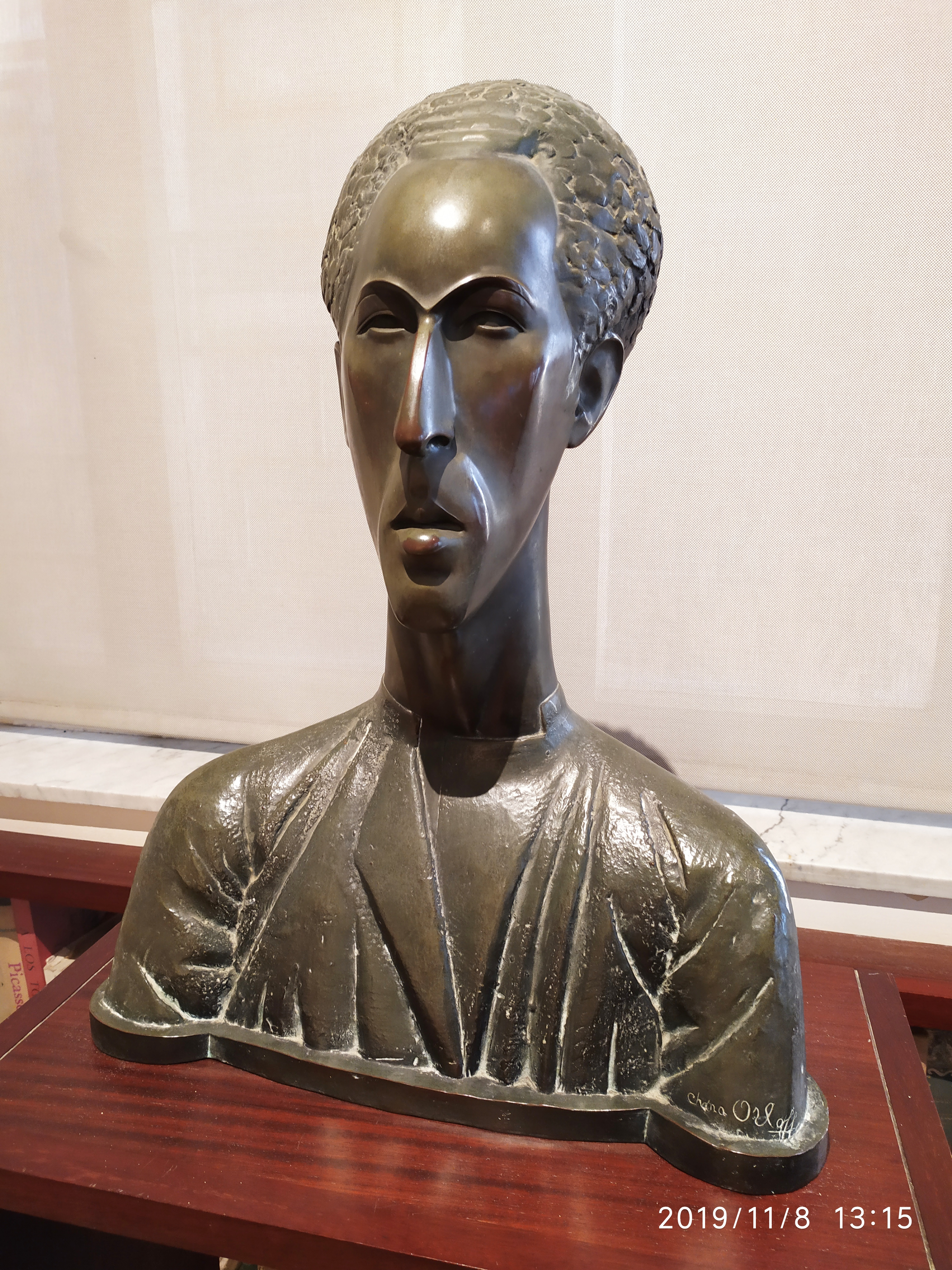
Izraelský malíř Reuven Rubin
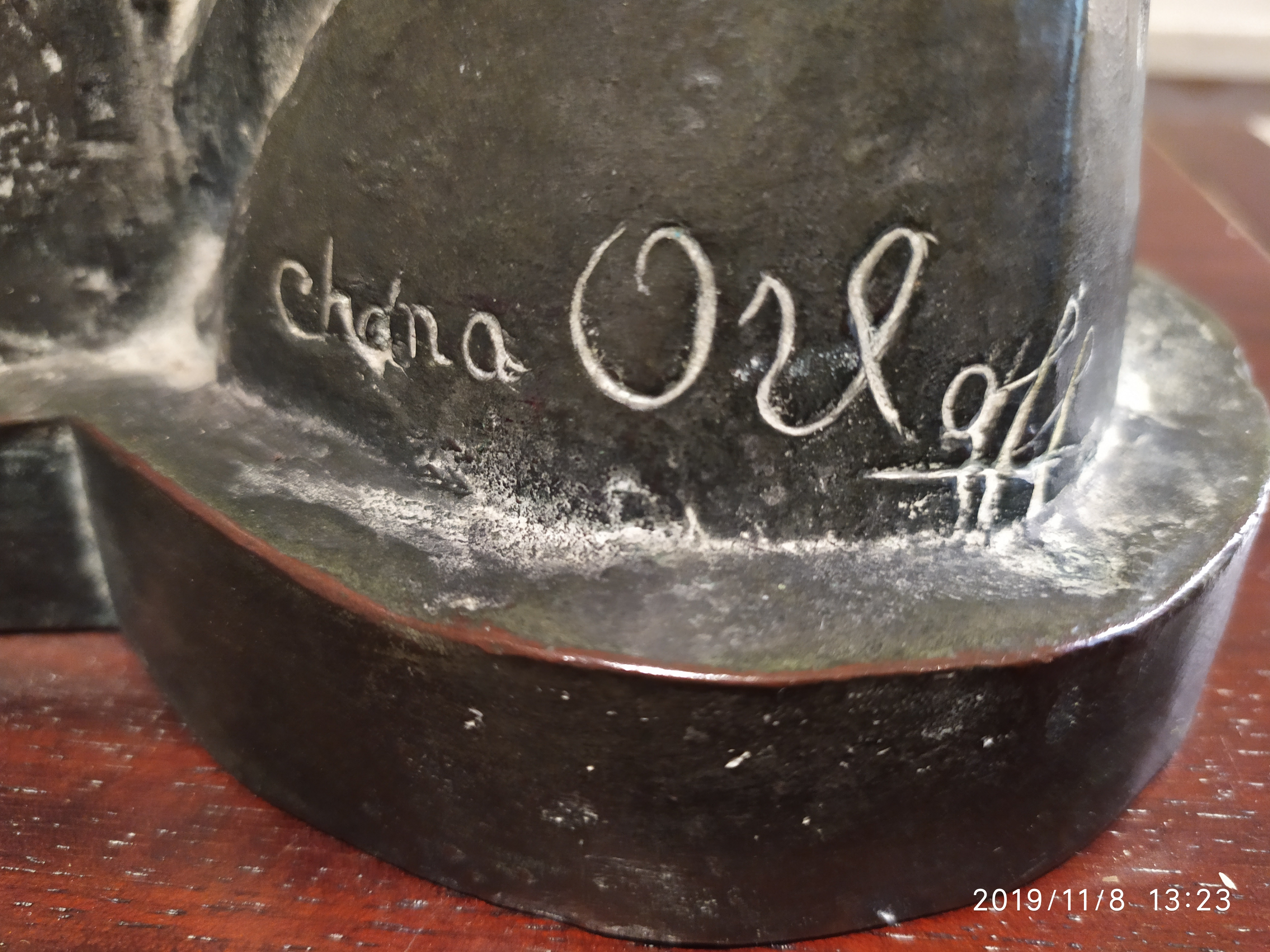
Podpis Chany Orloff na bustě Reuvena Rubina
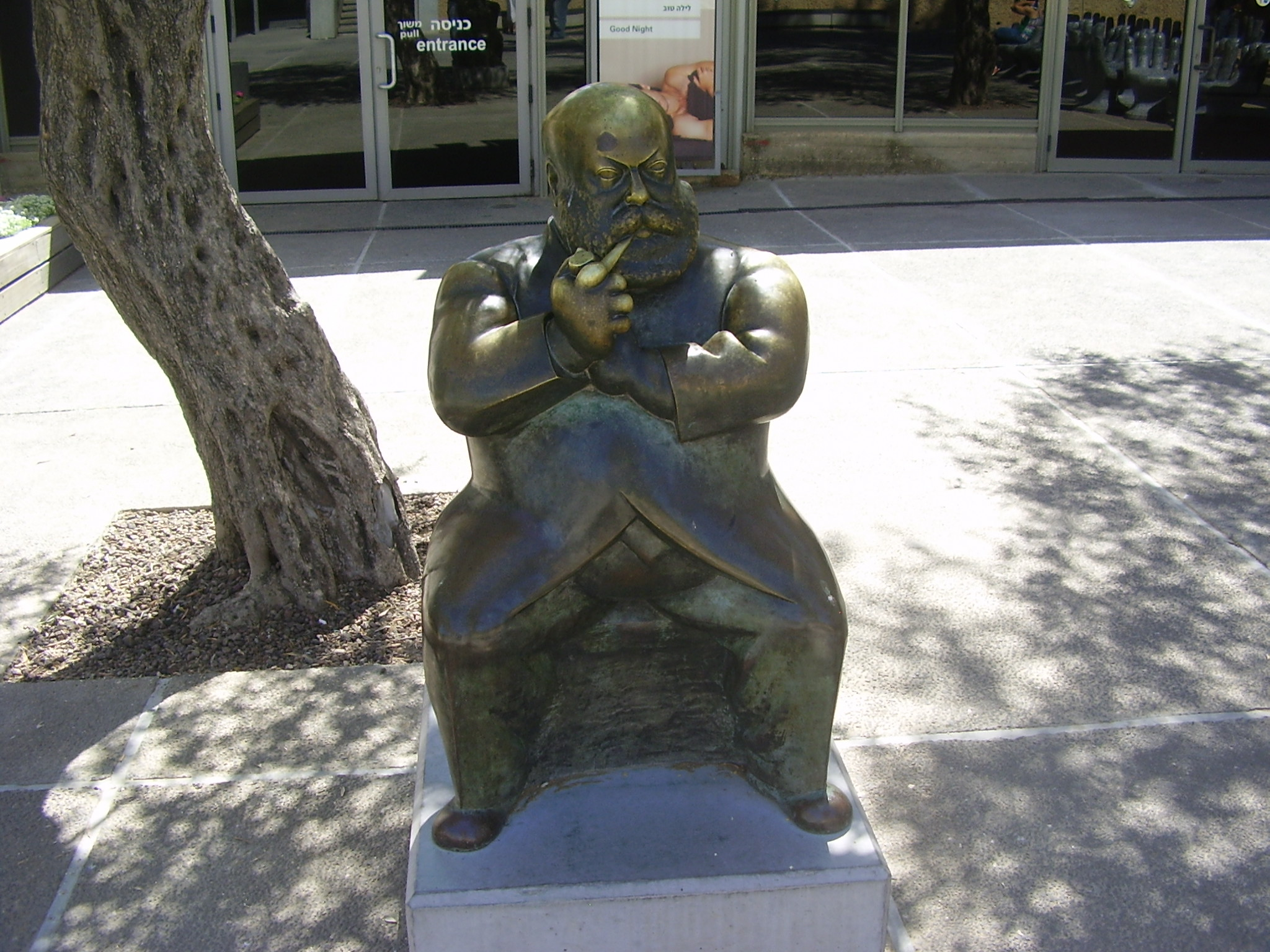
Kuřák s dýmkou (portrét Davida Widhopffa)
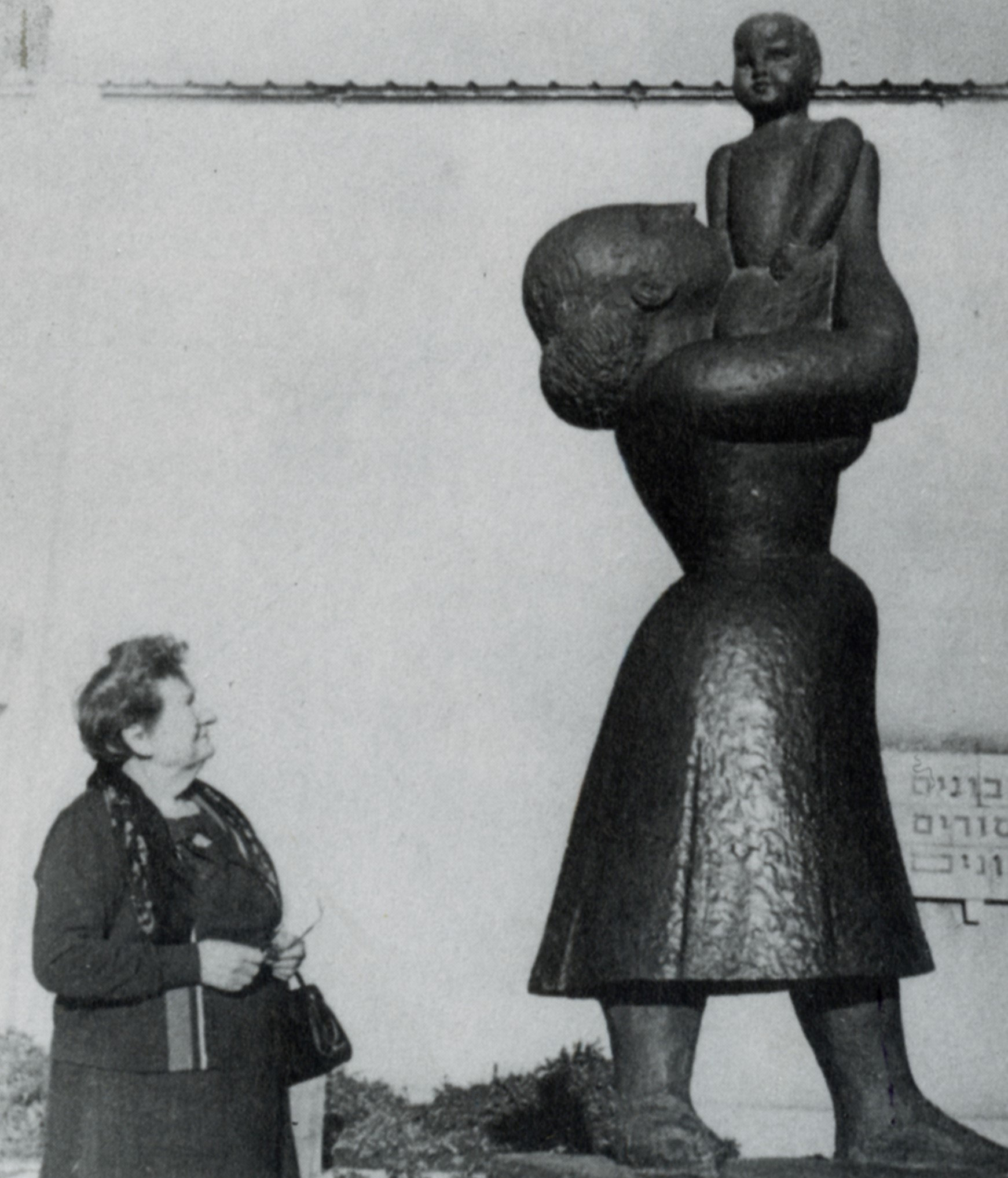
Chana Orloff před sochou matky s dítětem
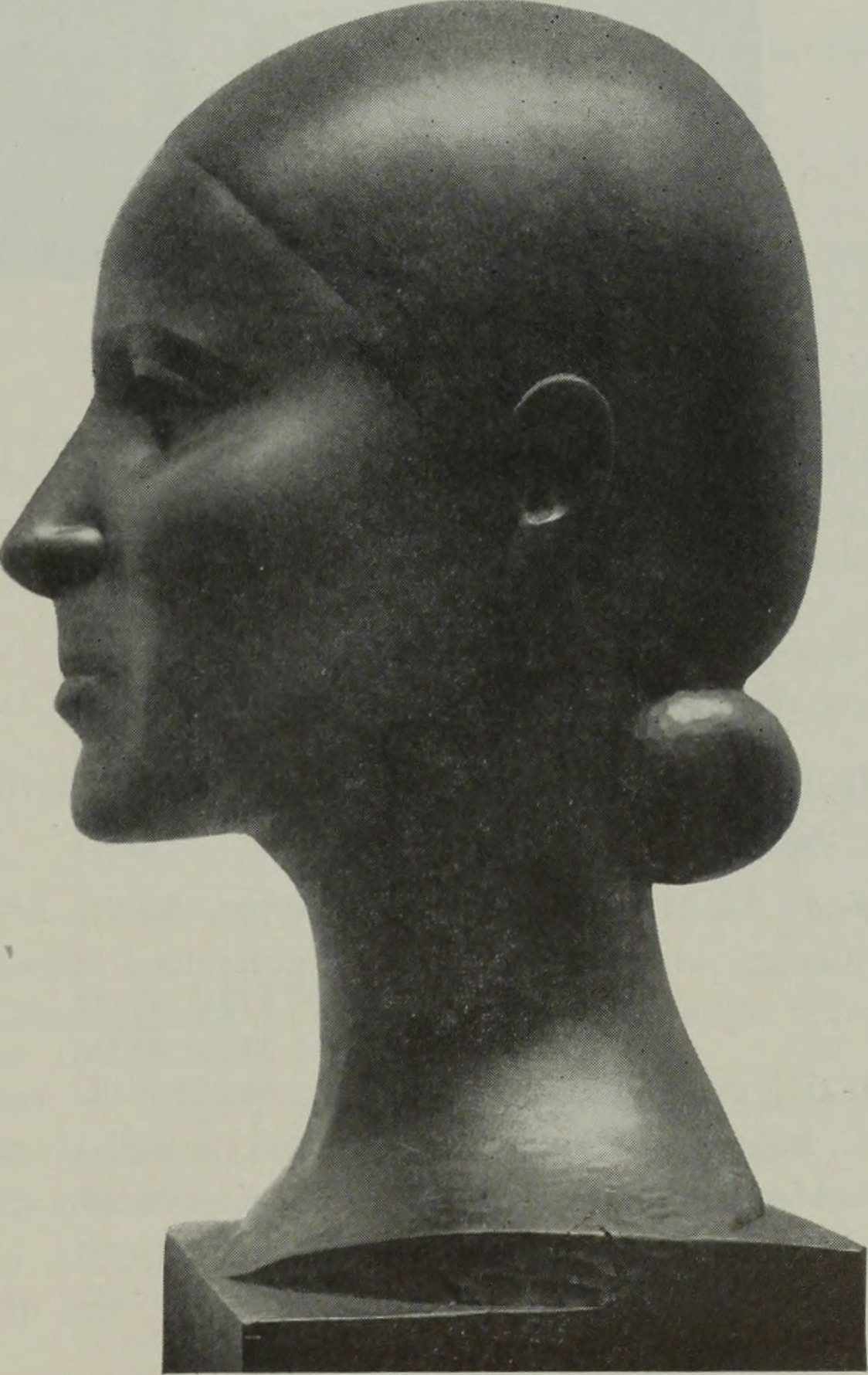
Hlava dívky
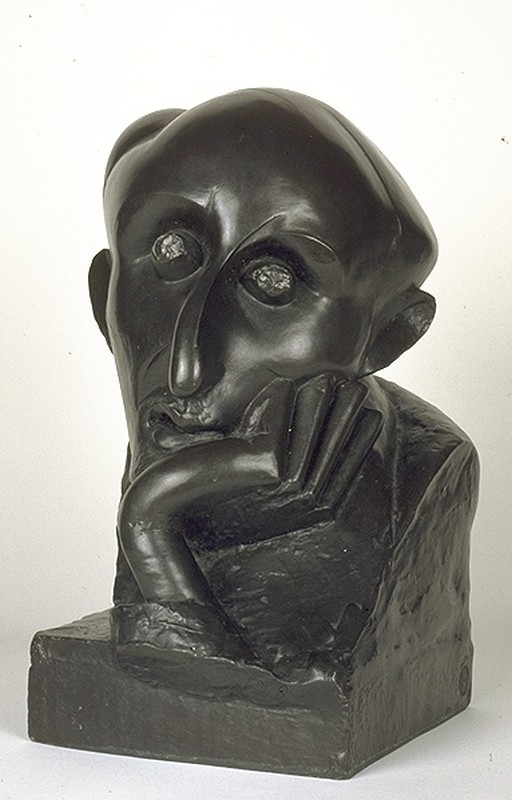
Židovský malíř